# Великочернятинський заказник
Великочерня́тинський зака́зник — гідрологічний заказник місцевого значення в Україні. Розташований у межах Старокостянтинівського району Хмельницької області, на території Великочернятинської сільської ради, у заплаві річки Ікопоть. 
Площа 332,4 га. Статус надано рішенням Хмельницької обласної ради народних депутатів від 25.12.1992 року № 4. Перебуває у користуванні Великочернятинської сільської ради. 